# 酔っぱらいのマント

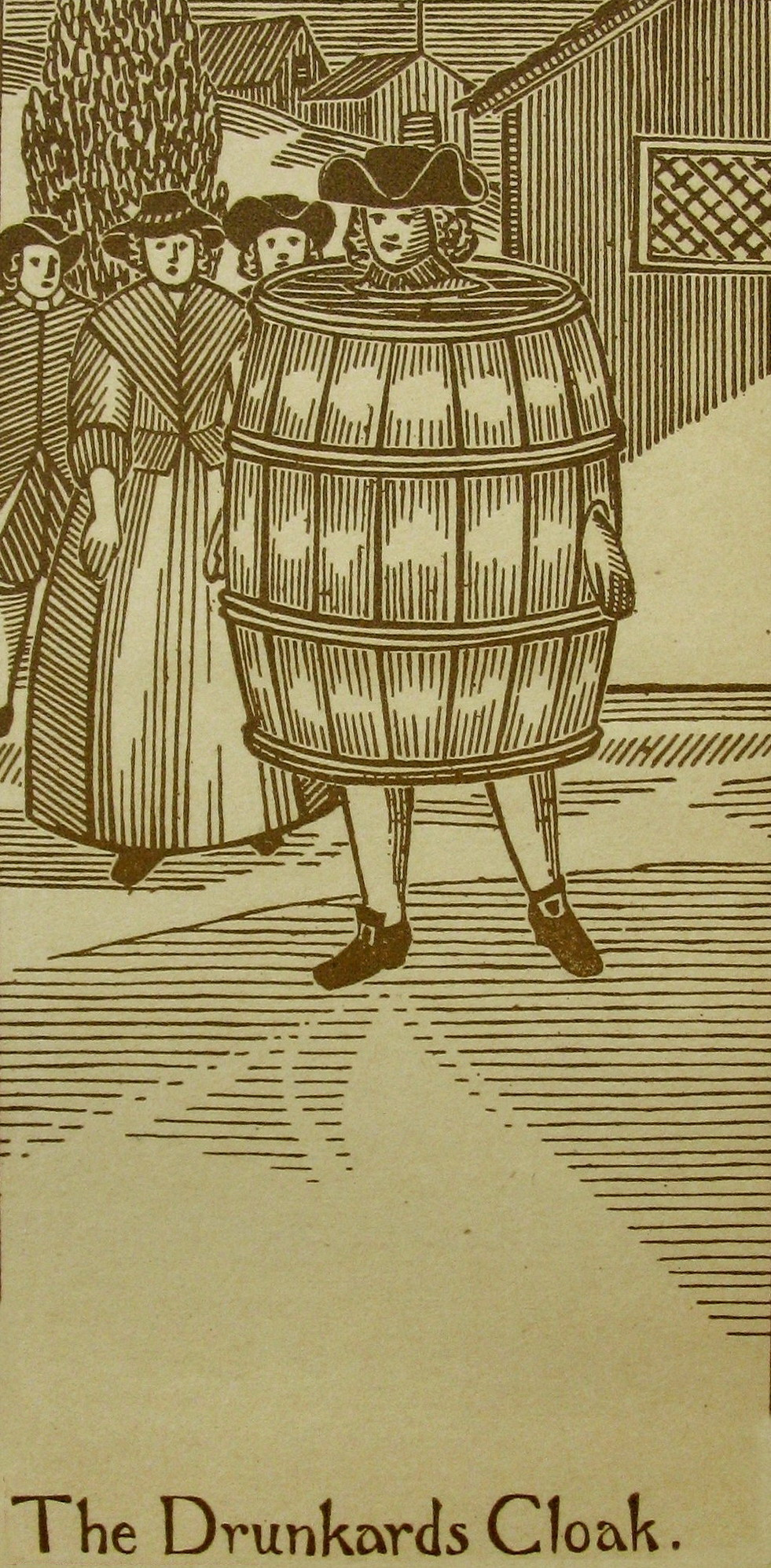
18世紀に描かれた「酔っぱらいのマント」

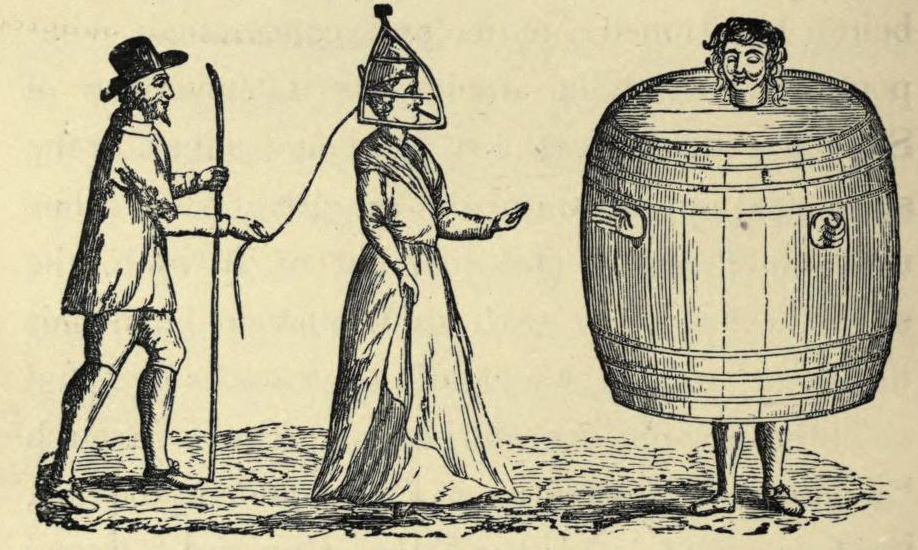
頭絡と酔っぱらいのマントのイラスト

酔っぱらいのマント（よっぱらいのマント、Drunkard's cloak）とは、ならず者を罰するためにヨーロッパ各地で用いられた「さらし台」の変相である。このような拘束具によって晒しものにし、名誉を傷つける刑罰は中世において広くみられた。

## 酩酊という罪
酔っぱらいが初めて犯罪として法制化されたのは16世紀のイングランドであり、1551年の居酒屋を取り締まる「エールハウス・アクト」、正式名称「エールハウス経営者に誓約を義務づける条例」である。イアン・ホーンジーによれば、酔っぱらいのマントはしばしば「ニューカッスルのマント」とも呼ばれ 、特にイングランド共和国の時代に常習犯を罰するため広く用いられるようになった 。1655年に入るとオリバー・クロムウェルがイングランドの、とりわけ王党派の多い地域の居酒屋への圧力を強め、当局はこの「マント」を常用した。

## 使用例
酔っぱらいのマントについて書かれた文章は、1655年に初めて出版されたラルフ・ガーディナーの「イングランドにみる不平不満」にまでさかのぼることができる。ジョン・ウィリスがニューカッスルを旅するあいだに見たと語っている箇所がそれに当たる。

"男達が通りを行ったり来たりさせられていた。両側に口が開き、顔をだすための穴がついた大きな桶や樽を身につけているため、肩や胴は覆われていて腰のところから足が見えるだけだった。みんなが同じような格好で、聞けば近ごろ流行りのマントだという。そのおかげか引っ張られていく彼らは衆人環視の的になっていた。なんでもこれは酔っぱらいに対する罰のようなものなのだとか"

ガーディナーの記述は1789年に書かれたジョン・ブランドの「ニューカッスル・アポン・タインの歴史」でも繰り返される。この本には酔っぱらいのマントが挿絵としてつけられた。同じような器具はオランダでも用いられている。ウィリアム・ブレレトンが1634年のデルフトでの使用例について書き記しているし、サミュエル・ピープスもまた1660年のハーグを挙げている。べつの作家も1784年にはデンマークで存在していたことを記録しており、そこでは「スペインの外套」と呼ばれていた。目撃談のあったニューカッスル市制区もふくめて、どこの地方の文書にもこの刑罰に関する文言が見あたらないことを記している19世紀の歴史家のウィリアム・アンドルーズは、1899年にある仮説をたてた。酔っぱらいのマントは大陸から持ち込まれた慣習法であり、それでイングランドでの使用はニューカッスルに限られるのではないか、と。
さらにイギリス以外に眼を向けると、アメリカでもこのマントが使われた例がみつかる。1862年の文書にはいかに「法に触れた哀れな人間が、頭を突き出すための穴が上部にあき下半分は切り取ってある木製の樽をいわれなきままかぶせられ、孵化したてのニワトリさながらの姿であたりを見回しながら惨めにも陰鬱なしぐさでふらついている」かが述べられている。 「酔っぱらいのマント」は男性だけでなく女性にも適用された刑罰であり、拷問のための装置とされていた、いわゆる「鉄の処女」も元々はこういった拘束具の一種であった可能性が指摘されている。

## 構造
酔っぱらいのマントはほんものの樽であり、上部には頭を通す穴が開けられていた。小さな穴が二つ両側についていて、こちらは腕のためのものである。樽の下半分は切り落とされて文字通りに「底がなく」、飲酒の常習性やむなしさを表している。衣装替えがうまくいったが最後、ならず者は街中を練り歩かされ、その使途のとおりに物笑いの種となったのであった。